# Xã Union, Quận Montgomery, Indiana
Xã Union (tiếng Anh: Union Township) là một xã thuộc quận Montgomery, tiểu bang Indiana, Hoa Kỳ. Năm 2010, dân số của xã này là 24.587 người.